# Thai Ruam Phalang
Le Thai Ruam Phalang (officiellement orthographié Thai Rum Phalang) ; en thaï พรรคไทรวมพลัง, abrégé ทล.), anciennement connu sous le nom de Pheu Thai Ruam Phalang (abrégé PTPL en anglais), est un parti politique thaïlandais fondé en 2021.

## Historique
Le parti est fondé le 25 octobre 2021 par Wasawat Puangphonsri et Wichai Jitpitaklert, alors respectivement chef et secrétaire du parti. Leurs premiers locaux sont à Chiang Mai.
Le 15 mai 2022, Wasawat Puangphonsri démissionne de son poste de chef du parti pour élire un nouveau comité exécutif du parti. Le même jour, une assemblée générale est organisée, à l'issue de laquelle Wasawat Puangphonsri est réélu chef du parti, et un nouveau secrétaire, Worachet Cherdchoo, est nommé. De nouveaux locaux sont aussi annoncés à Ubon Ratchathani.
Le parti participe à sa première échéance électorale, au niveau national, lors des élections législatives de 2023. Il présente 19 candidats sur liste proportionnel et seulement 2 en circonscription : à l'issue des élections, il ne remporte que les sièges en circonscription, à savoir la 3e et la 10e d'Ubon Ratchathani, circonscriptions auparavant détenues par le Pheu Thai lors de la précédente législature. Pita Limjaroenrat, chef de Aller de l'Avant, parti arrivé en tête lors de ces élections, annonce une coalition gouvernementale avec 6 autres partis, dont le Pheu Thai Ruam Phalang. La participation du parti à cette coalition se concrétise par la signature d'un mémorandum d'entente.

## Résultats électoraux

### Élections législatives
| Année | Tête de liste        | Voix   | Voix   | %    | %    | Sièges  | Statut               | Gouvernement |
| Année | Tête de liste        | SM     | SP     | SM   | SP   | Sièges  | Statut               | Gouvernement |
| ----- | -------------------- | ------ | ------ | ---- | ---- | ------- | -------------------- | ------------ |
| 2023  | Wasawat Puangphonsri | 94 345 | 66 830 | 0,26 | 0,17 | 2 / 500 | Minorité (coalition) | Thavisin     |